# Sin Julieta
Sin Julieta es el octavo disco de estudio y undécimo álbum en la discografía del cantautor cubano Santiago Feliú. Grabado en Estudios Abdala (Cuba) y editado por el sello Unicornio. Todos los temas pertenecen en letra y música a Santiago Feliú, excepto “Ayer, pasado mañana”, en que comparte autoría con Joaquín Sabina. Contó con la participación de Anabell López en “Gunilla, Marisa, Mónica y Ofelita (Apocalipsis del alma)”.

## Lista de canciones
Todas las canciones escritas y compuestas por Santiago Feliú excepto Ayer, Pasado Mañana compuesta por Joaquín Sabina y musicalizada por Santiago Feliú.
| N.º   | Título                              | Duración |  |
| 1.    | «Era»                               | 2:54     |  |
| 2.    | «Sin Julieta»                       | 2:16     |  |
| 3.    | «Esta Mañana»                       | 3:41     |  |
| 4.    | «Ayer, Pasado Mañana»               | 1:48     |  |
| 5.    | «Beso»                              | 2:19     |  |
| 6.    | «Amor de Ola, Luna y Tiempo»        | 3:44     |  |
| 7.    | «Gunilla, Marisa, Mónica y Ofelita» | 3:35     |  |
| 8.    | «Otro Bolero»                       | 3:12     |  |
| 9.    | «Iceberg»                           | 1:39     |  |
| 10.   | «Despojo»                           | 4:08     |  |
| 11.   | «Rosario»                           | 4:05     |  |
| 12.   | «Alto Al Fuego»                     | 3:21     |  |
| 13.   | «Advertencia... Ángel I, II y III»  | 9:32     |  |
| 36:40 |                                     |          |  |

## Créditos
Producción General: Eduardo Ramos Montes
Producción Musical: Eduardo Ramos Montes y [null Santiago Feliú].
Dirección Musical: Roberto Caracassés.
Management y Producción Ejecutiva: Enrique Carballea.
Producción Ejecutiva: Josué García y Carmen Abella.
Grabación: Jerzy Belc.
Grabaciones Adicionales: Evelio Gay y Giraldo García.
Mezclas: Jerzy Belc, Santiago Feliú y Giraldo García.
Masterización: Víctor Cicard.
Grabado, mezclado y Masterizado en: Estudios Abdala en 2002. 
Fotos: Roque.
Dibujos: Rapi Diego.
Diseño: Yoel Almaguer. VISUAL3® (ideas Santiago Feliú). 
Voz, Guitarra y Harmónica: Santiago Feliú.
Piano y Percusión: Roberto Carcassés.
Guitarras: Elmer Ferrer.
Bajo: Jorge Alexander Pérez “Sagua”.
Bajo en “Alto Al Fuego” y “Sin Julieta”: Néstor del Prado. 
Batería y Percusión: Ruy López Nussa.
Batería en “Beso” y Percusión en “Era” y “Despojo”: Oliver Valdés.
Violín: Wenceslao de Jesús Rodríguez y Mario Antonio Fernández.
Viola: José Gerardo Morán.
Cello: Alejandro Rodríguez.
Coros en “Alto Al Fuego”: Ofelia Polo.
Letra “Ayer, Pasado Mañana”: Joaquín Sabina.
Invitada especial en “Esta Mañana”: Anabell López.
Arreglo de Cuerdas, Pianos y Percusiones: Roberto Carcassés.
Arreglos de Guitarra: Elmer Ferrer.
- Datos: Q6128959